# Чадобець
Чадобець (рос. Чадобец) — річка в Азії, у південно-західній частині Східного Сибіру, протікає територією Евенкійського та Кежемського районів, південно-східної частини Красноярського краю Росії. Права притока Ангари. Належить до водного басейну річки Єнісей → Карського моря.

## Географія
Річка (у верхів'ї має назву Великий Чадобець) бере свій початок на східних схилах Тунгуського хребта Середньосибірського плоскогір'я, на висоті 420 м над рівнем моря (сам Чадобець бере початок на висоті 343 м), на кордоні Красноярського краю та Іркутської області, приблизно за 190 км на північ — північний захід від витоку Підкам'яної Тунгуски. Тече, в основному у західному — південно-західному напрямку, територією Середньосибірського плоскогір'я, у Красноярському краї. Долина річки болотиста і лісиста, річка багата рибою. У пониззі судноплавна, поблизу гирла є пороги, а в гирлі розташований острів Агалєєвський (0,8 км²). Впадає, з правого берега, у річку Ангару, за 414 км від її гирла, на західній околиці села Чадобець, на висоті 137 м.
Довжина річки — 647 км. Площа басейну — 19700 км². Повне падіння рівня русла від витоку до гирла становить 283 м, що відповідає середньому похилу русла — 0,44 м/км (власне похил самого Чадібця становить 0,32 м/км.

## Гідрологія
Живлення річки снігове та дощове. Замерзає в жовтні, розкривається у травні. Повінь у травні — на початку червня, влітку — паводки. Межень у листопаді — березні. Середньорічна витрата води річки у гирлі становить 100 м³/с.
За період спостереження протягом 42 років (1957–1999) на станції у селі Яркіне, за 133 км від гирла, середньорічна витрата води становила 57 м³/с для водного басейну 13300 км², що становить понад 67 % від загальної площі басейну річки, яка становить 19700 км². Величина прямого стоку в цілому по цій частині басейну становила — 136 міліметра на рік, що вважається невисоким для цього регіону, і є наслідком помірних опадів на більшості території басейну річки.
За період спостереження встановлено, що мінімальний середньомісячний стік становив 5,9 м³/с (у березні), що становить трохи більше 1,5 % максимального середньомісячного стоку, який відбувається у травні місяці та становить майже — 387 м³/с і вказує на дуже велику амплітуду сезонних коливань.
За період спостереження, абсолютний мінімальний місячний стік (абсолютний мінімум) становив 1,51 м³/с (у межень березня 1971 року), абсолютний максимальний місячний стік (абсолютний максимум) становив 627 м³/с (у травні 1983 року).
Якщо брати літній період річки вільної від льоду (травень-вересень), то мінімальний місячний стік за весь період спостереження становив 12,8 м³/с у вересні 1969 року.

## Притоки
Річка Чадобець приймає понад пів сотні приток, довжиною 10 км і більше. Найбільших із них, довжиною понад 50 км — 11, із них понад 100 км — 3 (від витоку до гирла):
| Назва притоки            | Довжина,(км) | Площа водозбірного басейну, (км²) | Відстань від гирла р. Чадобець, (км) | Витрата води,(м³/с) |
| ------------------------ | ------------ | --------------------------------- | ------------------------------------ | ------------------- |
| ← Гаінда                 | 56           | 399                               | 561                                  |                     |
| → Лаушкарда              | 70           | 785                               | 438                                  |                     |
| → Жептата                | 49           | 301                               | 512                                  |                     |
| ← Юдакон                 | 57           | 477                               | 408                                  |                     |
| → Маїмба                 | 65           | 658                               | 313                                  |                     |
| ← Цемба                  | 68           | 1000                              | 268                                  |                     |
| ← Терина (Лівий Енболак) | 153          | 2340                              | 262                                  |                     |
| ← Пуня                   | 109          | 1730                              | 229                                  |                     |
| → Кориба                 | 62           | 389                               | 117                                  |                     |
| ← Бива                   | 106          | 1090                              | 100                                  |                     |
| ← Ільбокич               | 69           | 464                               | 81                                   |                     |
| ← Єрмака                 | 90           | 964                               | 26                                   |                     |